# Johann Georg Wilke
Johann Georg Wilke (auch: Wilcke; * 26. Oktober 1630 in Dresden; † 13. Juli 1691 in Meißen) war ein deutscher Pädagoge.

## Leben
Johann Georg Wilke war der Sohn von Ambrosius Wilcke aus Wittenberg, eines gelernten Barbiers, dieser war Hof- und Leibchirurg Johann Georg I. und dessen Ehefrau Maria Berger, Tochter des Dompropsteiverwalters zu Merseburg, sie starb 1633.
Nach dem Besuch des kurfürstlichen Landesgymnasiums St. Afra in Meißen immatrikulierte er sich am 8. November 1649 an der Universität Wittenberg. Er unterbrach seinen Studienaufenthalt wegen Mittellosigkeit von 1652 bis 1654 und erwarb 1655 den akademischen Grad eines Magisters der Philosophie. In der Folge begleitete er zwei Edelleute auf ihren Bildungsreisen, die ihn nach Heidelberg, Speyer, Frankreich und Holland führten.
Nach seiner Rückkehr schlug er Angebote für Professuren an den Universitäten Wittenberg und Königsberg aus. Stattdessen wurde er Rektor der Fürstenschule in Meißen, wo er am 21. Februar 1664 eingeführt wurde. Dieses Amt versah er bis zu seinem Tod. Er hatte sich mit Maria, der Tochter des Superintendenten Konrad Barthels, verheiratet. Begraben wurde er und seine Frau in der St.-Afra-Kirche Meißen. Der Grabstein ist in der Taubenheim-Kapelle aufgestellt.
Wilkes Sohn Georg Lebrecht Wilcke (* 1666 in Meißen; 1756 ebenda) wurde Doctor theologiae, Superintendent und Domprediger in Meißen. Dessen Sohn war der leitende Archivar und Kursächsische Hof- und Regierungsrat Georg Leberecht von Wilcke.

## Werke (Auswahl)
- de quatuor summis imperiis
- Den sächsischen Cornelius Nepos. Leipzig 1682
- Einleitung zum nützlichen Schulgebrauch derer Officiorum Ciceronis. Leipzig 1696
- Christl. Theologiam in speculo.
- Diss. De cruce Christi.
- Diss. De vita Salomonis.
- Diss. De rebus Judaicis ante Christum natum.
- Diss. De poenitentia.
- Diss. De vita Ciceronis ex plutarcho
- Diss. De causa Rhodiorum ad Livium Libr. 39 usque 45.
- Tract. De Festis Christianorum Oecumenicis.